# Flashback (album, ELO)
Flashback je drugi kompilacijski set skupine Electric Light Orchestra (ELO), ki je izšel novembra 2000 v ZDA in decembra 2000 v Združenem kraljestvu.

## Zgodovina
Leta 2000 je Jeff Lynne našel nov navdih za produkcijo glasbe s skupino. Tako se je vrnil v studio in se prvič po petnajstih letih posvetil ELO projektu Flashback, ki je izšel leto pred novim studijskim albumom skupine, Zoom. Rezultat je bila digitalno remasterizirana kompilacija, ki je bila, v nasprotju s predhodnimi kompilacijami, osebno odobrena in potrjena s strani Lynna. Set vsebuje skladbe z vseh enajstih studijskih albumov, ki so izšli do leta 2000, vključno z živo verzijo skladbe »Great Balls of Fire«, ki je prvič izšla na albumu v živo The Night the Light Went On in Long Beach in predelano verzijo edinega britanskega prvouvrščenega hita skupine »Xanadu«. Notranje opombe je prispeval David Wild, pri vsaki skladbi pa je zapisan Lynnov komentar.

## Seznam skladb
Vse pesmi je napisal in uglasbil Jeff Lynne, razen kjer je posebej označeno.
| Disk 1 | Disk 1                              | Disk 1       | Disk 1                                                      | Disk 1  |
| Št.    | Naslov                              | Pisec        | Z albuma                                                    | Dolžina |
| ------ | ----------------------------------- | ------------ | ----------------------------------------------------------- | ------- |
| 1.     | „10538 Overture‟                    |              | The Electric Light Orchestra/No Answer, 1971                | 5:32    |
| 2.     | „Showdown‟                          |              | ameriška izdaja On the Third Day, 1973; Showdown, 1974      | 4:12    |
| 3.     | „Ma-Ma-Ma Belle‟                    |              | On the Third Day                                            | 3:55    |
| 4.     | „Mr. Radio‟                         |              | The Electric Light Orchestra/No Answer                      | 5:04    |
| 5.     | „Roll Over Beethoven‟               | Chuck Berry  | ELO 2, 1973                                                 | 7:48    |
| 6.     | „Mama‟ (nova verzija)               |              | ELO 2                                                       | 4:06    |
| 7.     | „One Summer Dream‟ (singl verzija)  |              | Face the Music, 1975                                        | 5:21    |
| 8.     | „Illusions in G Major‟              |              | Eldorado, 1974                                              | 2:41    |
| 9.     | „Strange Magic‟                     |              | Face the Music                                              | 4:29    |
| 10.    | „Eldorado Overture‟                 |              | Eldorado                                                    | 2:12    |
| 11.    | „Can't Get It Out of My Head‟       |              | Eldorado                                                    | 4:24    |
| 12.    | „Eldorado‟                          |              | Eldorado                                                    | 5:18    |
| 13.    | „Eldorado Finale‟                   |              | Eldorado                                                    | 1:29    |
| 14.    | „Do Ya‟ (alternativni miks)         |              | prej neizdana; originalno z albuma A New World Record, 1976 | 4:09    |
| 15.    | „Mister Kingdom‟                    |              | Eldorado                                                    | 5:08    |
| 16.    | „Grieg's Piano Concerto in A Minor‟ | Edvard Grieg | prej neizdana, 2000 (posneta 1982)                          | 2:58    |

| Disk 2 | Disk 2                                         | Disk 2                                               | Disk 2  |
| Št.    | Naslov                                         | Z albuma                                             | Dolžina |
| ------ | ---------------------------------------------- | ---------------------------------------------------- | ------- |
| 1.     | „Tightrope‟                                    | A New World Record                                   | 5:23    |
| 2.     | „Evil Woman‟                                   | Face the Music                                       | 4:19    |
| 3.     | „Livin' Thing‟                                 | A New World Record                                   | 3:33    |
| 4.     | „Mr. Blue Sky‟                                 | Out of the Blue, 1977                                | 5:07    |
| 5.     | „Mission (A World Record)‟ (alternativni miks) | prej neizšla; originalno z albuma A New World Record | 4:31    |
| 6.     | „Turn to Stone‟                                | Out of the Blue                                      | 3:48    |
| 7.     | „Telephone Line‟                               | A New World Record                                   | 4:45    |
| 8.     | „Rockaria!‟                                    | A New World Record                                   | 3:15    |
| 9.     | „Starlight‟                                    | Out of the Blue                                      | 4:45    |
| 10.    | „It's Over‟                                    | Out of the Blue                                      | 3:55    |
| 11.    | „The Whale‟                                    | Out of the Blue                                      | 5:07    |
| 12.    | „Sweet Talkin' Woman‟                          | Out of the Blue                                      | 3:49    |
| 13.    | „Big Wheels‟                                   | Out of the Blue                                      | 5:32    |
| 14.    | „Shangri-La‟                                   | A New World Record                                   | 5:36    |
| 15.    | „Nightrider‟                                   | Face the Music                                       | 4:24    |
| 16.    | „Tears in Your Life‟                           | prej neizdana (posneta 1982)                         | 3:05    |

| Disk 3 | Disk 3                         | Disk 3                      | Disk 3                                                                              | Disk 3  |
| Št.    | Naslov                         | Pisec                       | Z albuma                                                                            | Dolžina |
| ------ | ------------------------------ | --------------------------- | ----------------------------------------------------------------------------------- | ------- |
| 1.     | „Don't Bring Me Down‟          |                             | Discovery, 1979                                                                     | 4:04    |
| 2.     | „The Diary of Horace Wimp‟     |                             | Discovery                                                                           | 4:17    |
| 3.     | „Twilight‟                     |                             | Time, 1981                                                                          | 3:43    |
| 4.     | „Secret Messages‟              |                             | Secret Messages, 1983                                                               | 4:38    |
| 5.     | „Take Me On and On‟            |                             | Secret Messages                                                                     | 4:58    |
| 6.     | „Shine a Little Love‟          |                             | Discovery                                                                           | 4:11    |
| 7.     | „Rock 'n' Roll Is King‟        |                             | Secret Messages                                                                     | 3:15    |
| 8.     | „Last Train to London‟         |                             | Discovery                                                                           | 4:31    |
| 9.     | „Confusion‟                    |                             | Discovery                                                                           | 3:40    |
| 10.    | „Getting to the Point‟         |                             | Balance of Power, 1986                                                              | 4:51    |
| 11.    | „Hold on Tight‟                |                             | Time                                                                                | 3:07    |
| 12.    | „So Serious‟                   |                             | Balance of Power                                                                    | 2:43    |
| 13.    | „Calling America‟              |                             | Balance of Power                                                                    | 3:26    |
| 14.    | „Four Little Diamonds‟         |                             | Secret Messages                                                                     | 4:06    |
| 15.    | „Great Balls of Fire‟ (v živo) | Otis Blackwell, Jack Hammer | The Night the Light Went On in Long Beach, 1974                                     | 3:06    |
| 16.    | „Xanadu‟ (nova verzija)        |                             | prej neizdana; originalno s soundtracka Xanadu, 1980                                | 3:21    |
| 17.    | „Indian Queen‟ (demo)          |                             | prej neizdana (posneta 1973)                                                        | 0:57    |
| 18.    | „Love Changes All‟             |                             | prej neizdana (posneta 1980)                                                        | 3:28    |
| 19.    | „After All‟                    |                             | prej neizdana na zgoščenki; originalno B-stran singla "Rock 'n' Roll Is King", 1983 | 2:24    |
| 20.    | „Helpless‟                     |                             | prej neizdana (posneta 1982)                                                        | 3:19    |
| 21.    | „Who's That?‟                  |                             | prej neizdana (posneta 1982)                                                        | 1:26    |

## Osebje
- Jeff Lynne – vokali, kitare, klaviature, producent
- Roy Wood – vokali, kitare, čelo, bas kitara, pihala, producent (Disk 1: 1, 4)
- Bev Bevan – bobni, tolkala
- Richard Tandy – klaviature, kitare, bas kitara
- Mike de Albuquerque – bas kitara, vokali (1972–1974)
- Kelly Groucutt – bas kitara, vokali (1975–1983)
- Bill Hunt – rog (Disk 1: 1, 4)
- Steve Woolam – violina (Disk 1: 1, 4)
- Wilfred Gibson – violina (Disk 1: 2, 3, 5, 6)
- Mik Kaminski – violina
- Mike Edwards – čelo (1972–1974)
- Colin Walker – čelo (Disk 1: 2, 3, 5, 6)
- Hugh McDowell – čelo (1974–1976)
- Melvyn Gale – čelo (1975–1976)
- Marc Bolan – kitara pri "Ma-Ma-Ma Belle"
- Marc Mann – klaviature, inženir, mastering (2000)
- Al Quaglieri – producent (2000)
- Jeff Magid – producent (2000)
- Ryan Ulyate – inženir, mastering (2000)
- David Wild – notranje opombe (2000)